# Lelley János
Lelley János (Nyitra, 1909. április 20. – Szeged, 2003. május 19.) mezőgazdasági mérnök, növénynemesítő.

## Élete
Szülei Lelley Jenő (1879–1949) politikus, jogász, ügyvéd, a pozsonyi Legfelsőbb Közigazgatási Bíróság tanácsnoka, a Keresztényszocialista Párt elnöke és Modrányi Ilona, aki Nyitra vármegye árvaszéki ülnökének leánya volt.
Elemi iskoláit Nyitrán, középiskoláit Érsekújvárott és Budapesten végezte. 1927-ben Budapesten érettségizett. 1931-ben a Magyaróvári Mezőgazdasági Akadémián gazda oklevelet szerzett, majd 1931-1932-ben tanult a berlini Preussische Hochschule für Bodenkulturban. 1947-ben növénynemesítői oklevelet szerzett. 1952-től a mezőgazdasági tudományok kandidátusa, majd 1965-től doktora.
1932–ben a Morvasziléziai Növénynemesítő Rt. magángyakornoka, majd 1932-1934 között bevonult és a nyitrai 110-es tüzéreknél szolgált. Mivel a nyitrazsámbokréti családi birtokot közben eladták, csiperketermesztéssel próbálkozott Nyitrán. 1936–1943 között a Slezák Vitus által megvásárolt nagyapponyi Apponyi birtok kezelője lett. A Nagyapponyi Mezőgazdasági Szövetkezet elitmag-szaporító gazdaságának vezetője. 1942-től a második világháború végéig a pozsonyi Szlovákiai Magyar Gazdasági Osztály előadója és a Magyar Néplap mezőgazdasági rovatvezetője volt. 1945 októberében a Dunán keresztül két dereglyével és családjával Magyarországra települt.
Magyaróváron elvégzett egy kétszemeszteres posztgraduális tanfolyamot növénynemesítésből és növénygenetikából, illetve növényöröklés tanból. 1947-ben Magyaróváron az Országos Növénynemesítő Intézetben mint szerződéses nemesítő kapott állást. 1948-ban áthelyezték a Vetőmagnemesítő és Értékesítő Rt. kompolti Növénynemesítő Telepére, ahol a Kompolti Kísérleti Gazdaság tudományos munkatársa lett. Főnöke Fleischmann Rudolf halála után őt nevezték ki a gazdaság igazgatójává. 1962-ig az úgynevezett Észak-kelet Magyarországi Mezőgazdasági Kísérleti Intézet igazgatója. 1962-től politikai okokból a Szegedi Gabonakutatónak lett a tudományos főmunkatársa, és a Dél-alföldi Mezőgazdasági Kísérleti Intézet kiszombori Növénynemesítő Telepén dolgozott 1972-es nyugdíjazásáig.
Búza- és kukoricanemesítéssel, illetve fűnemesítéssel foglalkozott. Fleischmann Rudolf halála után a magyar búzanemesítési kutatások irányítója, számos széles körben elterjedt, új, intenzív magyar búzafajta előállítója. Nevéhez fűződik a mátraszentlászlói Fagykísérleti Állomás megszervezése (1952), az ott bevezetett ún. védőhálós télállósági vizsgálati módszer nemzetközileg is egyedülálló volt. Világviszonylatban is a legelsők között állított elő fertilis Triticum aestivum-timopheevi fajhibrideket, amelyeknél a levélrozsda-állóság öröklődésmenetét genetikailag elemezte. Kidolgozta továbbá a körparcellás rendszerű inokulációs rozsdarezisztencia-vizsgálati módszert, ill. számos jelentős módszert fejlesztett ki a gabonafélék szárazságtűrésének megállapítására. Új műszert szerkesztett a szél okozta hajlítóerő mérésére.
Felesége Gyulai Piroska volt.

## Elismerései és emlékezete
- 1952 Szocialista Munkáért Érdemérem
- 1954 Munka Érdemrend
- 1979 Baross László-emlékérem
- 1993 Fleischmann Rudolf-díj
- 2009-ben születésének 100. évfordulóján a Gabonakutató Nonprofit Kft. tudományos emlékülést rendezett a tiszteletére
- 2014 mellszobra Szegeden a Gabonatermesztési Kutató Intézet szoborparkjában[1]

## Művei
- Búzanemesítés. (Kísérleti Gazdaságok Évkönyve, 1950)
- Kísérleti eredmények őszibúza-fajtáink jarovizációs viszonyaival kapcsolatban. (Agrártudomány, 1950)
- Újabb adatok a magyar búzafajták szalmaszilárdságáról, feketerozsda fogékonyságáról és lisztminőség változásáról. (Agrártudomány, 1951)
- Ágasbúza-nemesítés a Szovjetunióban. (Agrártudomány, 1952)
- Magyar nemesített búzafajták. (MTA Biológiai és Agrártudományok Osztálya Közleményei, 1952)
- Megfigyelések Triticum aestivum x Triticum timopheevi hibrideken. (Növénytermelés, 1953)
- Az őszi búza vetés fő irányelvei. (Magyar Mezőgazdaság, 1953)
- Beszámoló a búzanemesítés helyzetéről, feladatairól és lehetőségeiről. – A gabonafélék nemesítésének és a terméseredmények gyors növelésének tudományos alapjai. – A gabonafélék vetőmagjának szaporítása. (MTA Agrártudományok Osztálya Közleményei, 1955)
- Az őszi kenyérgabona-vetés főbb irányelvei. (Magyar Mezőgazdaság, 1955)
- A magyar gabonanemesítés eredményei és feladatai. (Agrártudomány, 1955)
- A búza és nemesítése. Monográfia. 30 táblával. Rajháthy Tiborral. (Bp., 1955)
- A magyar búza. (Természet és Társadalom, 1955)
- Adatok az őszi gabonafélék télállóságának új vizsgálati módjáról. (Növénytermelés, 1956)
- A gabonafélék termesztése. Monográfia. 1 térképpel. Gonda Bélával, Virágh Istvánnal. (Bp., 1956)
- Die Methoden der Staatguterzeugung von „F-Pferdezahnmals.” (Acta Agronomica, 1956)
- A búza túlérzékenységi reakciója a porüszögfertőzés hatására. Király Zoltánnal. (Növénytermelés, 1957)
- Őszi gabonafélék télállóságának új vizsgálati módja. (Agrártudomány, 1957)
- A 30 éves Fleischmann-búza. (Magyar Mezőgazdaság, 1957)
- Adatok a magyar őszibúza-fajták héjszázalékának vizsgálatához. (Növénytermelés, 1958)
- Klimatikus rezisztencia. (Újabb nemesítési módszerek témadokumentációja. Bp., 1958)
- 40 éves a Kompolti Kísérleti Intézet. (Búzatermesztési Kísérletek, 1958)
- Adatok egyes magyar őszibúza-fajták és keresztezési származékok levélrozsda-rezisztenciájáról. – A Kompolti 169 őszi búza fajta kinemesítése. (Növénytermelés, 1959)
- Biztosabb termésű búzafajták nemesítésének feltételei és új lehetőségei. Benyújtott doktori értek. (Bp., 1959)
- Kísérleti adatok egyes magyar búzafajták csírázásgátlásáról és a csírázás okozta elváltozásokról. (Növénytermelés, 1961)
- Búzatermesztési kísérletek. 1952–1959. (Növénytermelés, 1962)
- Kukoricatermesztésünk fenyegető betegsége: a rostosüszög. (Élővilág, 1963)
- A búza. Monográfia. Mándy Györggyel. (Magyarország kultúrflórája. VIII. köt. 13. füz. Bp., 1963)
- A búzanemesítés újabb irányelvei. (Búvár, 1964)
- Vizsgálatok új búzanemesítő módszerekkel. Doktori értek. (Szeged–Kiszombor, 1964)
- Adatok a búza állóképességének vizsgálatához. (Délalföldi Mezőgazdasági Kísérleti Intézet Közleményei, 1964)
- A búza rozsdarezisztenciára nemesítésének új módszere. (Élővilág, 1965)
- A hibridbúza előállításának lehetőségei. (Természettudományi Közlöny, 1965)
- Adatok a CCC fajtaspecifikus hatásáról néhány őszibúza-fajtánál. (Növénytermelés, 1966)
- Háromszakaszos szelekció levélrozsda-rezisztens búzanövények felismerésére. (Növénytermelés, 1967)
- A fajtakérdés és a magyar búzafajták. Monográfia. (Bp., 1967)
- Emlékezés Mokry Sámuelre, halálának 60. évfordulóján. (Növénytermelés, 1969)
- A gabonatermesztési és nemesítési kutatás eredményei és a gyakorlat. Szerk. (Bp., 1971)
- 100 éve jelent meg Mokry Sámuel „Búzanemesítés” című könyve. (Növénytermelés, 1975)
- Wheat Breading. Theory and Practice. – Búzatermesztés. Elmélet és gyakorlat. (Bp., 1976; oroszul: Moszkva, 1980)
- Néhány észrevétel a búza minőségi értékszámáról. (Növénytermelés, 1977)
- Az ember és kenyere. (Gondolat zsebkönyvek. Bp., 1980)
- 150 éve született Mokry Sámuel. (Növénytermelés, 1982 és Békési Élet, 1982)
- Búzanemesítő voltam Magyarországon 1948 és 1972 között. Visszatekintés. (Martonvásár, 1999)
- Kappert, H.: A nemesítés öröklődéstani alapvonalai. Kivonatos fordítás. Kiegészítette Daniel Lajos. (Témadokumentáció. Növényvédelem. Bp., 1958, fordítás).